# Liste der denkmalgeschützten Objekte in Hagenberg im Mühlkreis
Die Liste der denkmalgeschützten Objekte in Hagenberg im Mühlkreis enthält die 4 denkmalgeschützten, unbeweglichen Objekte in Hagenberg im Mühlkreis.

## Denkmäler
| Foto |                 | Denkmal                                                   | Standort                                   | Beschreibung | Metadaten |
| ---- | --------------- | --------------------------------------------------------- | ------------------------------------------ | --- | --- |
| ja   | Datei hochladen | Schlosskapelle Hl. Josef HERIS-ID: 19856 Objekt-ID: 16154 | Kirchenplatz 4, bei Standort KG: Hagenberg | Die 1610 erstmals urkundlich erwähnte Schlosskapelle war bis 1983 auch Pfarrkirche, bevor sie von dem gegenüber liegenden Neubau in dieser Funktion abgelöst wurde. Das Gebäude mit einer Fassade aus klassizierendem Spätbarock weist ein vierjochiges Langhaus, einen zentralbauförmigen Chor und ein gestuftes Glockendach auf. Der Turm trägt Turmuhren und einen Zwiebelhelm. | BDA-Hist.: Q64765040 Status: § 2a Stand der BDA-Liste: 2025-06-30 Name: Schlosskapelle Hl. Josef GstNr.: .1/3 Schlosskapelle Hagenberg   |
| ja   | Datei hochladen | Pfarrhof HERIS-ID: 19857 Objekt-ID: 16155                 | Kirchenplatz 3 Standort KG: Hagenberg      | Das Gebäude östlich der neuen Pfarrkirche war ursprünglich eine Brauerei, später eine Schule und ist seit 1981 Pfarrhof. Der zweigeschoßige Bau mit Satteldach wurde im 17./18. Jahrhundert errichtet und 1984 restauriert. | BDA-Hist.: Q37849473 Status: § 2a Stand der BDA-Liste: 2025-06-30 Name: Pfarrhof GstNr.: 13/9                                            |
| ja   | Datei hochladen | Schloss Hagenberg HERIS-ID: 19858 Objekt-ID: 16156        | Kirchenplatz 5 Standort KG: Hagenberg      | Die Vorgängerburg wurde im 13. Jahrhundert errichtet und mehrfach, insbesondere im 19. Jahrhundert umgebaut. Die Anlage besteht aus Bergfried, Ringmauer mit Tor, Wohnbau, Zwinger und Schlosskapelle. | BDA-Hist.: Q2241387 Status: Bescheid Stand der BDA-Liste: 2025-06-30 Name: Schloss Hagenberg GstNr.: .1/1 Schloss Hagenberg im Mühlkreis |
| ja   | Datei hochladen | Hauser-Burgstall HERIS-ID: 110733 Objekt-ID: 128454       | Flur Visnitz Standort KG: Hagenberg        | Am Westhang der Visnitz-Schlucht gelegener Burgstall, der lokal auch „Alt-Hagenberg“ bezeichnet wird. Auf dem bewaldeten Felssporn sind heute nur mehr sehr spärliche Mauerreste sichtbar. | BDA-Hist.: Q15051231 Status: Bescheid Stand der BDA-Liste: 2025-06-30 Name: Hauser-Burgstall GstNr.: 247/1                               |